# Fußballclub Hansa Rostock 1994-1995
Questa voce raccoglie le informazioni riguardanti il Fußballclub Hansa Rostock nelle competizioni ufficiali della stagione 1994-1995.

## Stagione
Nella stagione 1994-1995 l'Hansa Rostock, allenato da Frank Pagelsdorf, concluse il campionato di 2. Bundesliga al 1º posto e fu promosso in Bundesliga. In Coppa di Germania l'Hansa Rostock fu eliminato al primo turno dal TeBe Berlino.

## Rosa
| N. |                     | Ruolo | Calciatore             |
| -- | ------------------- | ----- | ---------------------- |
| 1  | Germania (bandiera) | P     | Daniel Hoffmann        |
| 2  | Germania (bandiera) | C     | Timo Lange             |
| 5  | Germania (bandiera) | D     | Uwe Ehlers             |
| 6  | Germania (bandiera) | D     | René Schneider         |
| 8  | Germania (bandiera) | C     | Hilmar Weilandt        |
| 10 | Germania (bandiera) | C     | Matthias Breitkreutz   |
| 11 | Polonia (bandiera)  | A     | Sławomir Chałaśkiewicz |
| 13 | Germania (bandiera) | P     | Jens Kunath            |
| 14 | Germania (bandiera) | A     | Rocco Milde            |
| 15 | Germania (bandiera) | C     | Dirk Hannemann         |
| 17 | Germania (bandiera) | D     | Heiko März             |
| 18 | Germania (bandiera) | C     | André Hofschneider     |

| N. |                        | Ruolo | Calciatore       |
| -- | ---------------------- | ----- | ---------------- |
| 20 | Germania (bandiera)    | A     | Steffen Baumgart |
| 21 | Germania (bandiera)    | D     | Mike Werner      |
| 22 | Germania (bandiera)    | C     | Stefan Beinlich  |
| 25 | Germania (bandiera)    | D     | Marco Zallmann   |
|    | Stati Uniti (bandiera) | D     | Paul Caligiuri   |
|    | Germania (bandiera)    | D     | Kay Wenschlag    |
|    | Germania (bandiera)    | C     | Aldo Majunke     |
|    | Germania (bandiera)    | A     | René Gottwald    |
|    | Germania (bandiera)    | A     | Marco Küntzel    |
|    | Polonia (bandiera)     | A     | Jacek Mencel     |
|    | Germania (bandiera)    | A     | Stefan Persigehl |

## Organigramma societario
Area tecnica
- Allenatore: Frank Pagelsdorf
- Allenatore in seconda: Andreas Zachhuber
- Preparatore dei portieri:
- Preparatori atletici:

## Calciomercato

### Sessione estiva
| Acquisti | Acquisti             | Acquisti          | Acquisti |
| R.       | Nome                 | da                | Modalità |
| -------- | -------------------- | ----------------- | -------- |
| A        | Jacek Mencel         | TeBe Berlino      |          |
| A        | Steffen Baumgart     | Aurich            |          |
| C        | Stefan Beinlich      | Aston Villa       |          |
| C        | Matthias Breitkreutz | Aston Villa       |          |
| D        | Paul Caligiuri       | Friburgo          |          |
| C        | André Hofschneider   | Union Berlino     |          |
| A        | Rocco Milde          | Hannover 96       |          |
| D        | René Schneider       | Stahl Brandeburgo |          |

| Cessioni | Cessioni        | Cessioni          | Cessioni |
| R.       | Nome            | a                 | Modalità |
| -------- | --------------- | ----------------- | -------- |
| A        | Olaf Bodden     | Monaco 1860       |          |
| D        | Gernot Alms     | Parchimer FC      |          |
| D        | Holger Bühner   | Zwickau           |          |
| D        | Pavel Dočev     | Holstein Kiel     |          |
| C        | Jens Dowe       | Monaco 1860       |          |
| A        | Irsen Latifović | Holstein Kiel     |          |
| D        | Carsten Sänger  | Sachsen Lipsia    |          |
| C        | Ingo Schlösser  | Hertha Zehlendorf |          |
| C        | Juri Schlünz    | Parchimer FC      |          |

### Sessione invernale
| Acquisti | Acquisti       | Acquisti | Acquisti |
| R.       | Nome           | da       | Modalità |
| -------- | -------------- | -------- | -------- |
| C        | Dirk Hannemann | Duisburg |          |

| Cessioni | Cessioni | Cessioni | Cessioni |
| R.       | Nome     | a        | Modalità |
| -------- | -------- | -------- | -------- |

## Risultati

### 2. Bundesliga

#### Girone di andata
| Arbitro: | Kasper |

|  |           |              |
|  | Marcatori | 46’ Baumgart |

| Arbitro: | Kiefer |

|                                    |           |  |
| Lange 58’ Beinlich 64’ Küntzel 75’ | Marcatori |  |

| Arbitro: | Schmidt |

|                 |           |                        |
| Ziemer 59’, 65’ | Marcatori | 69’ Lange 89’ Beinlich |

| Arbitro: | Casper |

|                       |           |  |
| Baumgart 2’ Lange 81’ | Marcatori |  |

| Arbitro: | Byernetzky |

|                   |           |                 |
| Grevelhörster 88’ | Marcatori | 32’ Breitkreutz |

| Arbitro: | Ertl |

|                      |           |                              |
| Lange 13’ Bodden 18’ | Marcatori | 22’ Simon 84’ Korell 87’ Rus |

| Arbitro: | Domurat |

|  |           |              |
|  | Marcatori | 17’ Zallmann |

| Arbitro: | Osmers |

|                  |           |  |
| Beinlich 6’, 13’ | Marcatori |  |

| Arbitro: | Steinborn |

|  |           |        |
|  | Marcatori | 4’ Epp |

| Arbitro: | Prengel |

|                          |           |               |
| Rauffmann 28’ Helmer 55’ | Marcatori | 52’ Schneider |

| Arbitro: | Haupt |

|               |           |  |
| Schneider 76’ | Marcatori |  |

| Arbitro: | Hauer |

|                     |           |  |
| Dražić 42’ Mill 82’ | Marcatori |  |

| Arbitro: | Hilmes |

|                                              |           |  |
| Schneider 8’, 48’ März 32’ Beinlich 66’, 87’ | Marcatori |  |

| Arbitro: | Friedrichs |

|                    |           |                   |
| Moore 41’ Götz 84’ | Marcatori | 71’, 89’ Baumgart |

| Arbitro: | Hufgard |

|                                       |           |  |
| Milde 43’ Lange 62’ Chałaśkiewicz 75’ | Marcatori |  |

| Arbitro: | Fandel |

|                         |           |           |
| Gütschow 29’ Studer 72’ | Marcatori | 13’ Milde |

| Arbitro: | Pohlmann |

|                                                                       |           |  |
| Baumgart 45’ Kramny 57’ (aut.) Mencel 61’ Chałaśkiewicz 71’ Milde 87’ | Marcatori |  |

#### Girone di ritorno
| Arbitro: | Byernetzky |

|                           |           |              |
| Beinlich 48’ Baumgart 53’ | Marcatori | 15’ Lünsmann |

| Arbitro: | Dardenne |

|                            |           |  |
| Savichev 30’ Scharping 55’ | Marcatori |  |

| Arbitro: | Domurat |

|            |           |  |
| Mencel 85’ | Marcatori |  |

| Arbitro: | Friedrichs |

|              |           |           |
| Bertalan 58’ | Marcatori | 20’ Lange |

| Arbitro: | Albers |

|                                                         |           |                    |
| Baumgart 12’ Mencel 36’ Schneider 80’ Chałaśkiewicz 85’ | Marcatori | 8’ Lasser 29’ Walz |

| Homburg 26 marzo 1995, ore 15:00 CET 23ª giornata | Homburg  | 0 – 0 referto | Hansa Rostock | Waldstadion (800 spett.)\| Arbitro: \| Pohlmann \| |
| Arbitro:                                          | Pohlmann |               |               |                                                    |

| Arbitro: | Dörr |

|                                                                   |           |  |
| Mencel 14’, 43’ Beinlich 17’, 54’ Schneider 51’ Chałaśkiewicz 77’ | Marcatori |  |

| Arbitro: | Fleischer |

|                |           |  |
| Svinggaard 63’ | Marcatori |  |

| Arbitro: | Hauer |

|  |           |                              |
|  | Marcatori | 64’ Chałaśkiewicz 90’ Mencel |

| Arbitro: | Dehmelt |

|                        |           |                         |
| Beinlich 70’ Milde 82’ | Marcatori | 39’ Bujan 52’ Rauffmann |

| Arbitro: | Gettke |

|  |           |              |
|  | Marcatori | 81’ Baumgart |

| Arbitro: | Frey |

|                                           |           |                              |
| Zallmann 27’ Beinlich 31’ Judt 80’ (aut.) | Marcatori | 38’ Voigt 49’ Cyroń 77’ Mill |

| Arbitro: | Fandel |

|          |           |           |
| Wahl 61’ | Marcatori | 63’ Milde |

| Arbitro: | Rüdiger |

|                             |           |                           |
| Milde 25’ Beinlich 29’, 59’ | Marcatori | 81’ Stickroth 90’ Nowotny |

| Arbitro: | Ertl |

|  |           |                                       |
|  | Marcatori | 2’, 24’ Milde 11’ Ehlers 40’ Beinlich |

| Arbitro: | Berg |

|                                     |           |  |
| Milde 40’ Baumgart 52’ Beinlich 86’ | Marcatori |  |

| Arbitro: | Wiesel |

|  |           |              |
|  | Marcatori | 47’ Baumgart |

### Coppa di Germania
| Arbitro: | Ziller |

|                        |           |                 |
| Rusayev 15’ Mencel 71’ | Marcatori | 66’ Breitkreutz |

## Statistiche

### Statistiche di squadra
| Competizione      | Punti | In casa | In casa | In casa | In casa | In casa | In casa | In trasferta | In trasferta | In trasferta | In trasferta | In trasferta | In trasferta | Totale | Totale | Totale | Totale | Totale | Totale | DR  |
| Competizione      | Punti | G       | V       | N       | P       | Gf      | Gs      | G            | V            | N            | P            | Gf           | Gs           | G      | V      | N      | P      | Gf     | Gs     | DR  |
| ----------------- | ----- | ------- | ------- | ------- | ------- | ------- | ------- | ------------ | ------------ | ------------ | ------------ | ------------ | ------------ | ------ | ------ | ------ | ------ | ------ | ------ | --- |
| 2. Bundesliga     | 65    | 17      | 13      | 2       | 2       | 47      | 14      | 17           | 6            | 6            | 5            | 19           | 16           | 34     | 19     | 8      | 7      | 66     | 30     | +36 |
| Coppa di Germania | -     | 0       | 0       | 0       | 0       | 0       | 0       | 1            | 0            | 0            | 1            | 1            | 2            | 1      | 0      | 0      | 1      | 1      | 2      | -1  |
| Totale            | 65    | 17      | 13      | 2       | 2       | 47      | 14      | 18           | 6            | 6            | 6            | 20           | 18           | 35     | 19     | 8      | 8      | 67     | 32     | +35 |

### Andamento in campionato
| Giornata  | 1 | 2 | 3 | 4 | 5 | 6 | 7 | 8 | 9 | 10 | 11 | 12 | 13 | 14 | 15 | 16 | 17 | 18 | 19 | 20 | 21 | 22 | 23 | 24 | 25 | 26 | 27 | 28 | 29 | 30 | 31 | 32 | 33 | 34 |
| --------- | - | - | - | - | - | - | - | - | - | -- | -- | -- | -- | -- | -- | -- | -- | -- | -- | -- | -- | -- | -- | -- | -- | -- | -- | -- | -- | -- | -- | -- | -- | -- |
| Luogo     | T | C | T | C | T | C | T | C | C | T  | C  | T  | C  | T  | C  | T  | C  | C  | T  | C  | T  | C  | T  | C  | T  | T  | C  | T  | C  | T  | C  | T  | C  | T  |
| Risultato | V | V | N | V | N | P | V | V | P | P  | V  | P  | V  | N  | V  | P  | V  | V  | P  | V  | N  | V  | N  | V  | P  | V  | N  | V  | N  | N  | V  | V  | V  | V  |
| Posizione | 5 | 2 | 2 | 3 | 3 | 4 | 3 | 1 | 3 | 4  | 2  | 4  | 2  | 4  | 3  | 5  | 4  | 3  | 5  | 4  | 4  | 3  | 4  | 2  | 2  | 2  | 2  | 2  | 1  | 1  | 1  | 1  | 1  | 1  |

Legenda:

Luogo: C = Casa; T = Trasferta. Risultato: V = Vittoria; N = Pareggio; P = Sconfitta.

### Statistiche dei giocatori
!! colspan="4" | Totale

| Giocatore        | 2. Bundesliga | 2. Bundesliga | 2. Bundesliga | 2. Bundesliga | Coppa di Germania S. Baumgart | Coppa di Germania S. Baumgart | Coppa di Germania S. Baumgart | Coppa di Germania S. Baumgart | 33       | 10   | 2           | 1          | 1 | 0 | 0 | 0 | 34 | 10 | 2 | 1 |
| Giocatore        | Presenze      | Reti          | Ammonizioni   | Espulsioni    | Presenze                      | Reti                          | Ammonizioni                   | Espulsioni                    | Presenze | Reti | Ammonizioni | Espulsioni |   |   |   |   |    |    |   |   |
| S. Beinlich      | 34            | 15            | 4             | 0             | 1                             | 0                             | 0                             | 0                             | 35       | 15   | 4           | 0          |   |   |   |   |    |    |   |   |
| O. Bodden        | 3             | 1             | 1             | 0             | 0                             | 0                             | 0                             | 0                             | 3        | 1    | 1           | 0          |   |   |   |   |    |    |   |   |
| M. Breitkreutz   | 29            | 1             | 4             | 0             | 1                             | 1                             | 0                             | 0                             | 30       | 2    | 4           | 0          |   |   |   |   |    |    |   |   |
| P. Caligiuri     | 0             | 0             | 0             | 0             | 0                             | 0                             | 0                             | 0                             | 0        | 0    | 0           | 0          |   |   |   |   |    |    |   |   |
| S. Chałaśkiewicz | 25            | 5             | 6             | 0             | 0                             | 0                             | 0                             | 0                             | 25       | 5    | 6           | 0          |   |   |   |   |    |    |   |   |
| U. Ehlers        | 24            | 1             | 3             | 0             | 0                             | 0                             | 0                             | 0                             | 24       | 1    | 3           | 0          |   |   |   |   |    |    |   |   |
| R. Gottwald      | 9             | 0             | 1             | 0             | 1                             | 0                             | 1                             | 0                             | 10       | 0    | 2           | 0          |   |   |   |   |    |    |   |   |
| D. Hannemann     | 3             | 0             | 2             | 0             | 0                             | 0                             | 0                             | 0                             | 3        | 0    | 2           | 0          |   |   |   |   |    |    |   |   |
| D. Hoffmann      | 34            | 0             | 2             | 0             | 1                             | 0                             | 0                             | 0                             | 35       | 0    | 2           | 0          |   |   |   |   |    |    |   |   |
| A. Hofschneider  | 15            | 0             | 4             | 0             | 1                             | 0                             | 0                             | 0                             | 16       | 0    | 4           | 0          |   |   |   |   |    |    |   |   |
| J. Kunath        | 1             | 0             | 0             | 0             | 0                             | 0                             | 0                             | 0                             | 1        | 0    | 0           | 0          |   |   |   |   |    |    |   |   |
| M. Küntzel       | 4             | 1             | 0             | 0             | 1                             | 0                             | 0                             | 0                             | 5        | 1    | 0           | 0          |   |   |   |   |    |    |   |   |
| T. Lange         | 31            | 6             | 3             | 1             | 1                             | 0                             | 0                             | 0                             | 32       | 6    | 3           | 1          |   |   |   |   |    |    |   |   |
| A. Majunke       | 1             | 0             | 0             | 0             | 0                             | 0                             | 0                             | 0                             | 1        | 0    | 0           | 0          |   |   |   |   |    |    |   |   |
| J. Mencel        | 21            | 6             | 2             | 0             | 0                             | 0                             | 0                             | 0                             | 21       | 6    | 2           | 0          |   |   |   |   |    |    |   |   |
| R. Milde         | 21            | 9             | 1             | 0             | 0                             | 0                             | 0                             | 0                             | 21       | 9    | 1           | 0          |   |   |   |   |    |    |   |   |
| H. März          | 27            | 1             | 7             | 1             | 0                             | 0                             | 0                             | 0                             | 27       | 1    | 7           | 1          |   |   |   |   |    |    |   |   |
| S. Persigehl     | 5             | 0             | 2             | 0             | 0                             | 0                             | 0                             | 0                             | 5        | 0    | 2           | 0          |   |   |   |   |    |    |   |   |
| R. Schneider     | 31            | 6             | 2             | 1             | 1                             | 0                             | 0                             | 0                             | 32       | 6    | 2           | 1          |   |   |   |   |    |    |   |   |
| H. Weilandt      | 32            | 0             | 4             | 0             | 1                             | 0                             | 0                             | 0                             | 33       | 0    | 4           | 0          |   |   |   |   |    |    |   |   |
| K. Wenschlag     | 1             | 0             | 1             | 0             | 1                             | 0                             | 0                             | 0                             | 2        | 0    | 1           | 0          |   |   |   |   |    |    |   |   |
| M. Werner        | 25            | 0             | 2             | 0             | 1                             | 0                             | 1                             | 0                             | 26       | 0    | 3           | 0          |   |   |   |   |    |    |   |   |
| M. Zallmann      | 32            | 2             | 5             | 0             | 1                             | 0                             | 0                             | 0                             | 33       | 2    | 5           | 0          |   |   |   |   |    |    |   |   |